# Oxyrhachis furva
Oxyrhachis furva är en insektsart som beskrevs av Capener 1962. Oxyrhachis furva ingår i släktet Oxyrhachis och familjen hornstritar. Inga underarter finns listade i Catalogue of Life.